# Norská ženská hokejová reprezentace
Norská ženská hokejová reprezentace je výběrem nejlepších norských hráček ledního hokeje. Od roku 1990 se účastní mistrovství světa žen.

## Mezinárodní soutěže

### Olympijské hry
Norsko na ženských turnajích v ledním hokeji na zimních olympijských hrách nikdy nestartovalo. Třikrát bylo vyřazeno v kvalifikaci.
| MS                 | Místo konání       | U   | Q  |
| ------------------ | ------------------ | --- | -- |
| 2006 (kvalifikace) | Čína (Peking)      | 15. | 4. |
| 2010 (kvalifikace) | Čína (Šanghaj)     | 11. | 3. |
| 2014 (kvalifikace) | Slovensko (Poprad) | 11. | 3. |
| 2018 (kvalifikace) | Švýcarsko (Arosa)  | 11. | 3. |

### Mistrovství světa
Na mistrovství světa startovalo Norsko vždy od roku 1990. Nejprve čtyřikrát v elitní skupině a po sestupu převážně hrálo v 1. divizi, která byla posléze přejmenovaná na divizi IA.
| MS   | Místo konání                             | U   | D | UD |
| ---- | ---------------------------------------- | --- | - | -- |
| 1990 | Kanada (Ottawa)                          | 6.  | A | —  |
| 1992 | Finsko (Tampere)                         | 6.  | A | —  |
| 1994 | USA (Lake Placid)                        | 6.  | A | —  |
| 1997 | Kanada (různá města v provincii Ontario) | 8.  | A | —  |
| 1999 | Francie (Colmar)                         | 10. | B | 2. |
| 2000 | Lotyšsko (Liepāja, Riga)                 | 11. | B | 3. |
| 2001 | Francie (Briançon)                       | 15. | B | 7. |
| 2003 | Itálie (Lecco)                           | 15. | C | 1. |
| 2004 | Lotyšsko (Ventspils)                     | 14. | B | 5. |
| 2005 | Itálie (Asiago)                          | 15. | C | 1. |
| 2007 | Japonsko (Nikkó)                         | 13. | B | 4. |
| 2008 | Lotyšsko (Ventspils)                     | 14. | B | 5. |
| 2009 | Rakousko (Štýrský Hradec)                | 12. | B | 3. |
| 2011 | Německo (Ravensburg)                     | 10. | B | 2. |
| 2012 | Lotyšsko (Ventspils)                     | 10. | B | 2. |
| 2013 | Norsko (Stavanger)                       | 13. | B | 5. |
| 2014 | Česko (Přerov)                           | 10. | B | 2. |
| 2015 | Francie (Rouen)                          | 13. | B | 5. |
| 2016 | Dánsko (Aalborg)                         | 13. | B | 5. |
| 2017 | Rakousko (Štýrský Hradec)                | 11. | B | 3. |

### Mistrovství Evropy
Na mistrovství Evropy startovalo Norsko pětkrát od roku 1989 a ani jednou tak nevynechalo. V roce 1993 získalo bronzové medaile, v ostatních ročnících bylo vždy čtvrté.
| MS   | Místo konání                           | M                | U  |
| ---- | -------------------------------------- | ---------------- | -- |
| 1989 | Západní Německo (Ratingen, Düsseldorf) | —                | 4. |
| 1993 | Dánsko (Esbjerg)                       | Bronzová medaile | 3. |
| 1995 | Lotyšsko (Riga)                        | —                | 4. |
| 1996 | Rusko (Jaroslavl)                      | —                | 4. |